# Metates (lingvistik)
Metates (från grekiskans μετάθεσις metáthesis) innebär en omkastning av ljuden i ett ord.

## Företeelsen
Metates (grekiska metathesis, omställning) avser den förändring i ett ords uttal, att två språkljud byter plats. Metates föreligger till exempel i svenskans kropp:
latin corpus; svenska kors: latin crux; i dalmålets rwaida av vrida; folkmålens Stocklom för Stockholm, och så vidare. Vanligen är det två språkljud som står bredvid varandra i ordet som omkastas; det ena av dem är oftast r, l eller nasal. Men även två språkljud, som står åtskilda, kan byta plats, till exempel schersant för sergeant. Metatesen är en till orsak och villkor ännu dunkel företeelse, utan tvivel väsentligen av psykologisk art (hysteron proteron).

## Orsaker till metates
En metates kan ha flera olika upprinnelser:
- En talstörning med patologiska orsaker
- Ett ords uttal missförstås på grund av en folketymologi, till exempel följetong = avsnitt som följer efter varandra; egentligen av franskans feuille, 'blad'
- Ett utländskt ord kan vara svårt eller omständligt att uttala: löjtnant av lieutenant[källa behövs] eller italienskans coccodrillo/spanskans cocodrilo[2] (krokodil, ursprungligen från grekiskans krokodeilos[3])
- Barnspråk: Gabirella av Gabriella
- En komisk effekt: asterix av asterisk

## Exempel
- Anders av Andreas[4]
- Kerstin av Kristin[4]
- bort av fornsvenska brot[4]

## Källhänvisningar
1. ↑  Metates i Nordisk familjebok (andra upplagan, 1913)
2. ↑  "Changing sounds or meaning?". De-bruyn.it. Läst 7 september 2014. (engelska)
3. ↑  "krokodil". NE.se. Läst 7 september 2014.
4. 1 2 3  Wessén, Elias (1968). Svensk språkhistoria 1 Ljudlära och ordböjningslära (8. uppl.). Stockholm: Almqvist & Wiksell. Libris 509526